# Nago
Nago (japonsky 名護市) je město v prefektuře Okinawě v Japonsku. K roku 2019 mělo přes dvaašedesát tisíc obyvatel.

## Poloha a doprava
Nago leží na ostrově Okinawa ve středu jeho severní části.

## Dějiny
Město Okinawa vzniklo sloučením menších obcí k 1. srpnu 1970.

### Rodáci
- Meisa Kuroki (* 1988), herečka a zpěvačka